# Pusy-et-Épenoux
Pusy-et-Épenoux is een gemeente in het Franse departement Haute-Saône (regio Bourgogne-Franche-Comté) en telt 546 inwoners (2011). De plaats maakt deel uit van het arrondissement Vesoul.

## Geografie
De oppervlakte van Pusy-et-Épenoux bedraagt 10,0 km², de bevolkingsdichtheid is 54,6 inwoners per km².
De onderstaande kaart toont de ligging van Pusy-et-Épenoux met de belangrijkste infrastructuur en aangrenzende gemeenten.

## Demografie
Onderstaande figuur toont het verloop van het inwonertal (bron: INSEE-tellingen).